# Sępólno Krajeńskie (gmina)
Sępólno Krajeńskie (1934-54 gmina Sępólno) – gmina miejsko-wiejska w Polsce położona w województwie kujawsko-pomorskim, w powiecie sępoleńskim. W latach 1975–1998 gmina administracyjnie należała do województwa bydgoskiego.
Siedzibą gminy jest Sępólno Krajeńskie.
Według danych z 30 czerwca 2007 gminę zamieszkiwało 15 906 osób.

## Struktura powierzchni
Według danych z roku 2002 gmina Sępólno Krajeńskie ma obszar 229,18 km², w tym:
- użytki rolne: 61%
- użytki leśne: 27%

Gmina stanowi 28,98% powierzchni powiatu.

## Demografia

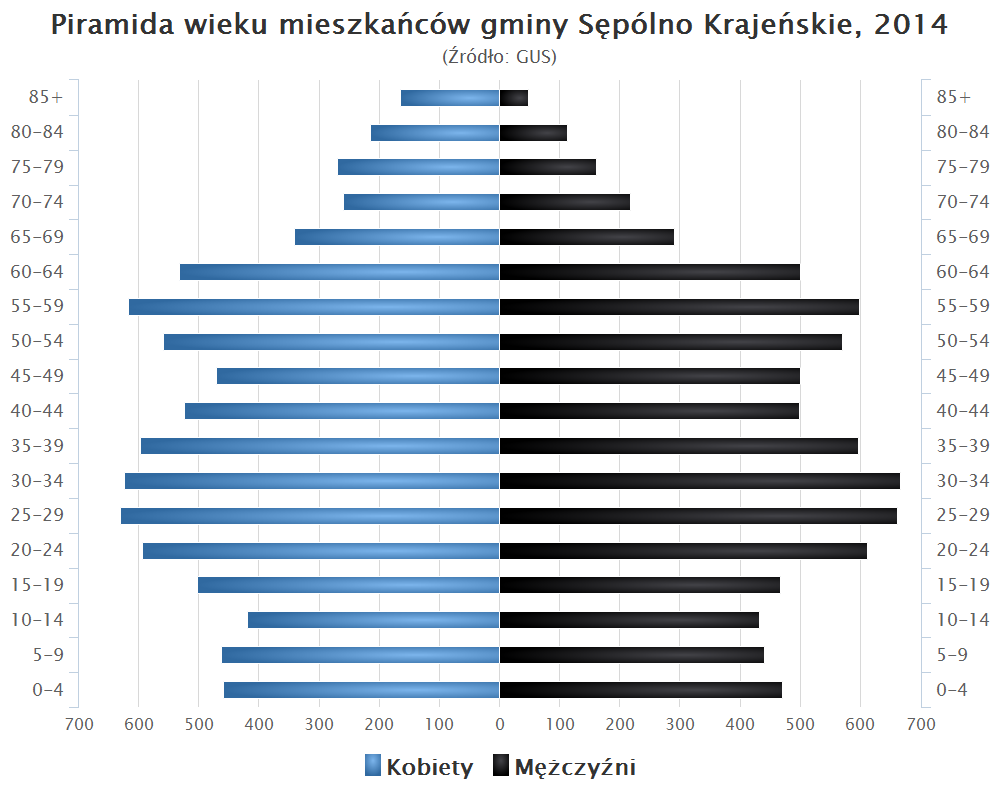
Piramida wieku mieszkańców gminy Sępólno Krajeńskie w 2014 roku

Dane z 30 czerwca 2004:
| Opis                              | Ogółem | Ogółem | Kobiety | Kobiety | Mężczyźni | Mężczyźni |
| --------------------------------- | ------ | ------ | ------- | ------- | --------- | --------- |
| jednostka                         | osób   | %      | osób    | %       | osób      | %         |
| populacja                         | 15 782 | 100    | 8052    | 51      | 7730      | 49        |
| gęstość zaludnienia (mieszk./km²) | 68,9   | 68,9   | 35,1    | 35,1    | 33,7      | 33,7      |

## Ochrona przyrody
Na terenie gminy znajdują się 4 rezerwaty przyrody:
- Rezerwat przyrody Buczyna - leśny, chroni żyzną buczynę niżową z bogatym składem gatunkowym
- Rezerwat przyrody Dęby Krajeńskie - leśny, chroni las dębowo-bukowy
- Rezerwat przyrody Gaj Krajeński - leśny, chroni starodrzew bukowo-dębowy
- Rezerwat przyrody Lutowo - leśny, chroni bór bagienny

## Zabytki
Wykaz zarejestrowanych zabytków nieruchomych na terenie gminy:
- kościół ewangelicki, obecnie rzymskokatolicki filialny pod wezwaniem św. Andrzeja Boboli z lat 1904-05 w Iłowie, nr A/1542 z 25.11.2009 roku
- zespół dworski w Iłowie, obejmujący: dwór z trzeciego ćwierćwiecza XIX w.; park z końca XIX w. (nr 139/A z 30.01.1985); owczarnia (nr A/1564 z 22.06.2010)
- zespół pałacowy z przełomu XIX/XX w. w Komierowie, obejmujący: pałac z lat 1924-1929; park; oficynę z 1919; kuźnię z 1919, nr A/214/1-4 z 05.06.1987 roku
- kościół parafii pod wezwaniem św. Bartłomieja Apostoła z lat 1799-1812 w Sępólnie Krajeńskim, nr A/864 z 20.09.1994 roku
- cmentarz parafii św. Bartłomieja z 1882 roku, przy ul. Tucholskiej w Sępólnie Krajeńskim, nr A/371/1 z 04.09.1993 roku
- dwór z połowy XIX w. w Skarpie, nr 103/A z 18.12.1981 roku
- zespół dworski z pierwszej połowy XIX w. w Trzcianach, obejmujący: dwór; park, nr A/31/1-2 z 28.12.2000 roku
- zespół kościelny parafii pod wezwaniem św. Mateusza w Wałdowie, obejmujący: kościół z 1621 roku (nr KOK 5/46 z 13.07.1936); cmentarz przykościelny; ogrodzenie (nr A/375/1-2 z 11.10.1993)
- zespół dworski w miejscowości Zboże, obejmujący: dwór z ok. 1890; park z przełomu XIX/XX w., nr A/475/1-2 z 23.09.1996 roku.

Wykaz zabytków niezarejestrowanych:
- budynek starostwa z 1929 roku w Sępólnie Krajeńskim
- plebania wraz z kapliczką z początku XIX w. w Wałdowie
- dwór i młyn z XIX w. w Wałdówku.

## Sąsiednie gminy
Debrzno, Gostycyn, Kęsowo, Kamień Krajeński, Lipka, Sośno, Więcbork